# Maurois Communal Cemetery
Maurois Communal Cemetery est un cimetière militaire de la Première Guerre mondiale situé sur le territoire de la commune de Maurois dans le département du Nord. 

## Historique
Le village de Maurois fut le théâtre des combats lors de la bataille du Cateau fin septembre  1914 et resta entre les mains des Allemands jusqu'à son occupation par la brigade sud-africaine le 9 octobre 1918. Il y a 80 victimes de guerre 1914-1918 dans ce site. Trois ont été enterrées par l'ennemi en août 1914, trois par leurs camarades en octobre 1918 et un en octobre 1918 dans une seule tombe. Le reste a été enterré en octobre et novembre 1918.

## Caractéristique
Le cimetière britannique de Maurois se trouve à l'intérieur du le cimetière communal, certaines tombes étant imbriquées avec celles des civils. Il est situé sur la D 932, à 200 m de la sortie du village en direction de Reumont.

## Galerie

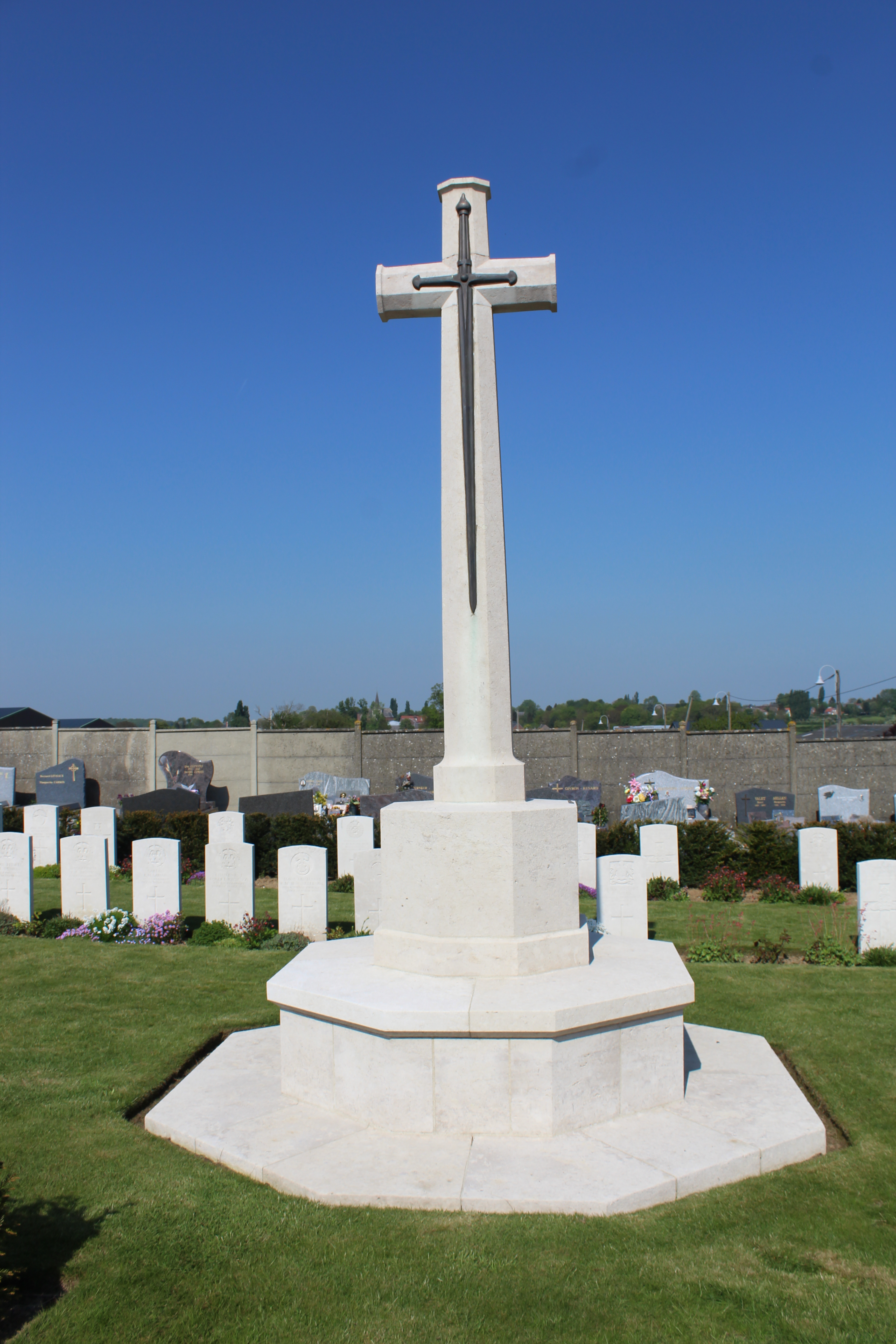
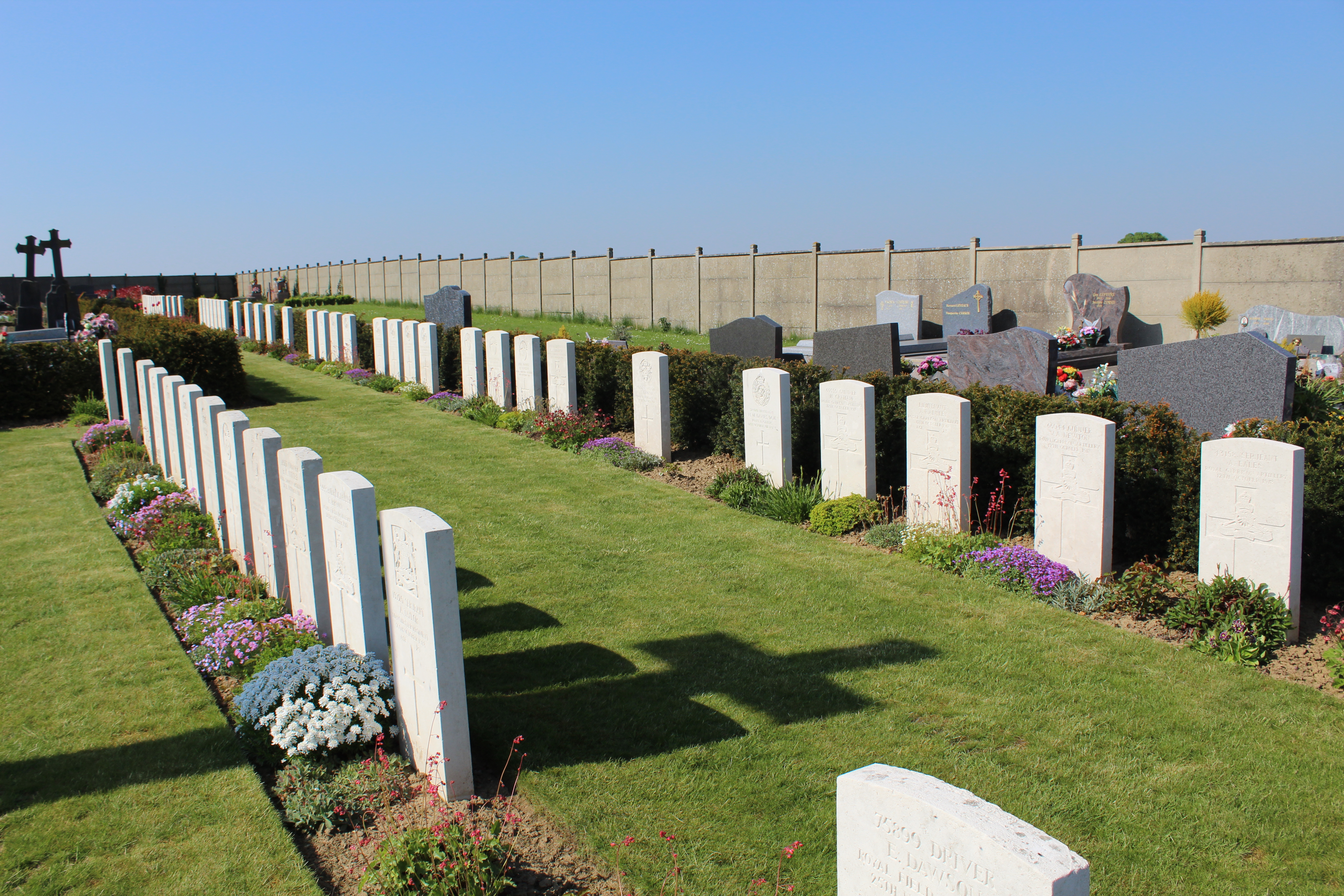

## Sépultures
| Pays        | Sépultures |
| ----------- | ---------- |
| Royaume-Uni | 80         |